# Storstrejk
En storstrejk  är en arbetskonflikt (strejk) där nästintill alla arbetstagare inom ett större geografiskt område helt lägger ner arbetet. Vid en generalstrejk lägger alla arbetstagare ner arbetet och landet står stilla. Det närmaste Sverige kommit en generalstrejk är Storstrejken 1909.